# Bodianus solatus
Bodianus solatus е вид бодлоперка от семейство Labridae.

## Разпространение
Видът е разпространен в Австралия.

## Описание
На дължина достигат до 35 cm.